# Клепальники
Клепальники — деревня в Зарайском районе Московской области, в составе муниципального образования сельское поселение Гололобовское (до 28 февраля 2005 года входила в состав Ерновского сельского округа).

## География
Клепальники расположены в 10 км на восток от Зарайска, на правом берегу реки Осётрик, высота центра деревни над уровнем моря — 138 м.

## Население
| 2002 | 2006 | 2010 |
| ---- | ---- | ---- |
| 3    | ↘0   | →0   |

## История
Купальники впервые в исторических документах упоминается в Платежных книгах 1594—1597 годов. Со второй половины XVIII века село принадлежало Гончаровым. В 1790 году числилось 22 двора, 246 жителей, 5 прудов, три дома господских и регулярный сад, в 1858 году — 57 дворов и 254 жителя, в 1884 году — 0 человек, в 1906 году — 54 двора и 494 жителя. В 1930 году был образован колхоз «Октябрь», с 1950 года в составе колхоза им. Калинина, с 1961 года — в составе совхоза им. Калинина.